# بی‌نهایت مطلق

بی‌نهایت مطلق در ریاضیات به اعدادی به‌شکل {\displaystyle {\frac {K}{0}}} به‌طوری که {\displaystyle k\neq 0} باشد می‌گویند. آن را با نماد {\displaystyle \infty } نمایش می‌دهند.
علت اینکه این نوع بی نهایت، مطلق است به خاطر تعریف نشدگی و عدم درک آن است.
مثلاً: {\displaystyle {\frac {1}{0}}=\infty }

## اعمال ریاضی بر روی بی‌نهایت مطلق
{\displaystyle {\infty }+{\infty }={\frac {0}{0}}}
{\displaystyle {\infty }-{\infty }={\frac {0}{0}}}
{\displaystyle {\frac {\infty }{\infty }}={\frac {0}{0}}}
{\displaystyle {\infty }.{\infty }={\infty }}
{\displaystyle {\infty }.K={\infty }}
{\displaystyle {\infty }+K={\infty }}
{\displaystyle {\frac {1}{\infty }}=0}

## شکل‌های دیگر بی‌نهایت مطلق
{\displaystyle log(0)={\infty }}
{\displaystyle 0^{-1}={\infty }}
{\displaystyle (-1)!={\infty }}
{\displaystyle tan({\frac {\pi }{2}})={\infty }}

## بی‌نهایت مطلق و تناقض‌های ریاضی
لئونارد اویلر، ریاضی‌دان سوئیسی در قرن ۱۸ نوشت:
{\displaystyle 1-2+3-4+\cdots ={\frac {1}{4}}.}
اثبات اویلر به‌شکل زیر بود:
{\displaystyle {\begin{array}{rclllll}4s&=&&(1-2+3-4+\cdots )&{}+(1-2+3-4+\cdots )&{}+(1-2+3-4+\cdots )&{}+(1-2+3-4+\cdots )\\&=&&(1-2+3-4+\cdots )&{}+1+(-2+3-4+5+\cdots )&{}+1+(-2+3-4+5+\cdots )&{}+(1-2)+(3-4+5-6\cdots )\\&=&&(1-2+3-4+\cdots )&{}+1+(-2+3-4+5+\cdots )&{}+1+(-2+3-4+5+\cdots )&{}-1+(3-4+5-6\cdots )\\&=&1+&(1-2+3-4+\cdots )&{}+(-2+3-4+5+\cdots )&{}+(-2+3-4+5+\cdots )&{}+(3-4+5-6\cdots )\\&=&1+[&(1-2-2+3)&{}+(-2+3+3-4)&{}+(3-4-4+5)&{}+(-4+5+5-6)+\cdots ]\\&=&1+[&0+0+0+0+\cdots ]\\4s&=&1\end{array}}}
اگر تساوی بالا درست باشد، آنگاه:
{\displaystyle 1-1+1-1+\cdots ={\frac {1}{2}}}
همان‌طور که می‌بینید، دنبالهٔ بالا فقط اعداد ۰ و ۱ را تولید می‌کند؛ پس چطور ممکن است که به عدد {\displaystyle {\frac {1}{2}}} همگرا باشد؟
تساوی بالا نوعی پارادوکس است؛ زیرا دنبالهٔ بالا واگراست.